# Свистун Пилип Іванович
Свистун Пилип Іванович (27 листопада 1844, Тоболів, Кам'янка-Бузький повіт — 3 серпня 1916, Ростов-на-Дону) — галицький письменник і педагог помірковано москвофільського спрямування. Гімназійний учитель. 

## Біографія
У 1902—1914 роках був директором бібліотеки Народного Дому у Львові й редактором його органу «Вестник Народного Дома». Також був предсідником Товариства ім. Качковського й редактором його видання.
Досліджував історію Галичини («Прикарпатская Русь под владеніем Австрии», т. І-ІІ. Л. 1896-97), автор праці про Т. Шевченка «Чем есть для нас Шевченко» (1885).
Помер у Ростові-на-Дону.